# Fox Corporation
Fox Corporation è un'azienda statunitense operante nel settore della televisione.

## Storia
Il 6 novembre 2017 fu riportato dalla CNBC che Disney e 21st Century Fox stavano concordando una possibile fusione. La stampa parlava della possibilità della cessione di tutte le attività legate all'intrattenimento, mentre quelle legate all'informazione e allo sport sarebbero rimaste alla Fox. Voci successive suggerirono la possibilità che anche i network dedicati agli sport locali sarebbero passati sotto il controllo della Disney.
Il 14 dicembre fu annunciato l'accordo che prevedeva non solo l'acquisto per 52,4 miliardi di dollari di molte divisioni della Fox, ma anche l'assunzione del debito da 13 miliardi circa. A Disney sarebbero passati gli studi cinematografici (20th Century Fox, Fox Searchlight Pictures e Fox 2000) e televisivi (20th Century Fox Television, FX Productions e Fox21), FX Networks, National Geographic Partners, Fox Sports Regional Networks, Fox Networks Group International, l'indiana Star TV come anche le quote di Fox in Endemol Shine Group e Hulu.
Tuttavia, prima di finalizzare l'accordo, la 21st Century Fox avrebbe dovuto creare un'altra azienda in cui sarebbero confluite Fox, Fox News, Fox Business Network, Fox Sports e Big Ten Network.
Nell'aprile del 2020, Fox Corporation ha acquisito la piattaforma streaming Tubi per 440 milioni di dollari.